# ジュリアン・ウエドラオゴ
ジュリアン・ウエドラオゴ(Julien Ouedraogo、1982年2月16日 – )は、ブルキナファソの男子フェンシング選手。
2008年に北京オリンピックの男子サーブル競技に出場し、1回戦でフランスのニコラス・ロペスに敗れた。その後ロペスは勝ち上がり銀メダルを獲得している。